# 1722 w literaturze
Wydarzenia literackie w 1722 roku.

## Nowe książki
- Daniel Defoe Moll Flanders